# تاغوزي
هي منطقة مأهولة بالسكان في بلدة طالمين ، في منطقة شروين ، ولاية أدرار ، الجزائر. تقع إلى الغرب من تيميمون ، على الحافة الجنوبية لصحراء العرق الغربي الكبير.
الواحة تقع على الحافة الشمالية لمنطقة القرارة. عادة ما تكون الرياح من الشرق والشمال الشرقي. المناخ بشكل عام حار وجاف للغاية ، مع موسم بارد قصير. هناك القليل من الأمطار ، ولكن هذا يأتي على شكل أمطار غزيرة. تُزرع أشجار النخيل في تجاويف حيث يمكنها الوصول إلى طبقة المياه الجوفية. 
الناس يتكلمون العربية. يعيشون في قصور ، بيوت محصنة من التراب الأحمر أو الأصفر. سيسافر شعب القرارة في تاغوسي مسافة 40 كيلومترًا (25 ميلًا) أو أكثر إلى زاوية الحاج بلقاسم للاحتفال بالمولد. 